# Región de Atsinanana
Atsinanana es una región en el este de Madagascar. Limita con la región de Analanjirofo al norte, la región de Alaotra-Mangoro en el oeste, Vakinankaratra y Amoron'i Mania en el suroeste y Vatovavy-Fitovinany en el sur.
La región de Atsinanana está dividida en siete distritos (población en julio de 2014):
- Distrito de Antanambao Manampontsy 49,984
- Distrito de Mahanoro 244,932
- Distrito de Marolambo 153,611
- Distrito de Toamasina I 282,114
- Distrito de Toamasina II 237,640
- Distrito de Vatomandry 143,699
- Distrito de Vohibinany 193,151

La capital de la región es Toamasina, y la población se estimaba en 1 117 100 habitantes en 2004. El área de Atsinanana es de 21 934 km².